# Cité ouvrière de Linthout
Pour les articles homonymes, voir Linthout.
La cité ouvrière de Linthout (en néerlandais : Linthoutse Werkmanswoonwijk) est un double clos (la voie se termine deux fois en cul-de-sac) bruxellois de la commune de Schaerbeek accessible par l'avenue de Roodebeek et par la rue Général Gratry.

## Histoire
Construite dans les années 1870, cette cité ouvrière est composée de plusieurs petites maisons avec jardinets. Lors de la construction de la rue Général Gratry en 1922, des immeubles ont été implantés à front de rue, puis dans l'impasse de la cité. Fin des années 1930, la même chose a été réalisée du côté de l'avenue de Roodebeek.

## Galerie de photos

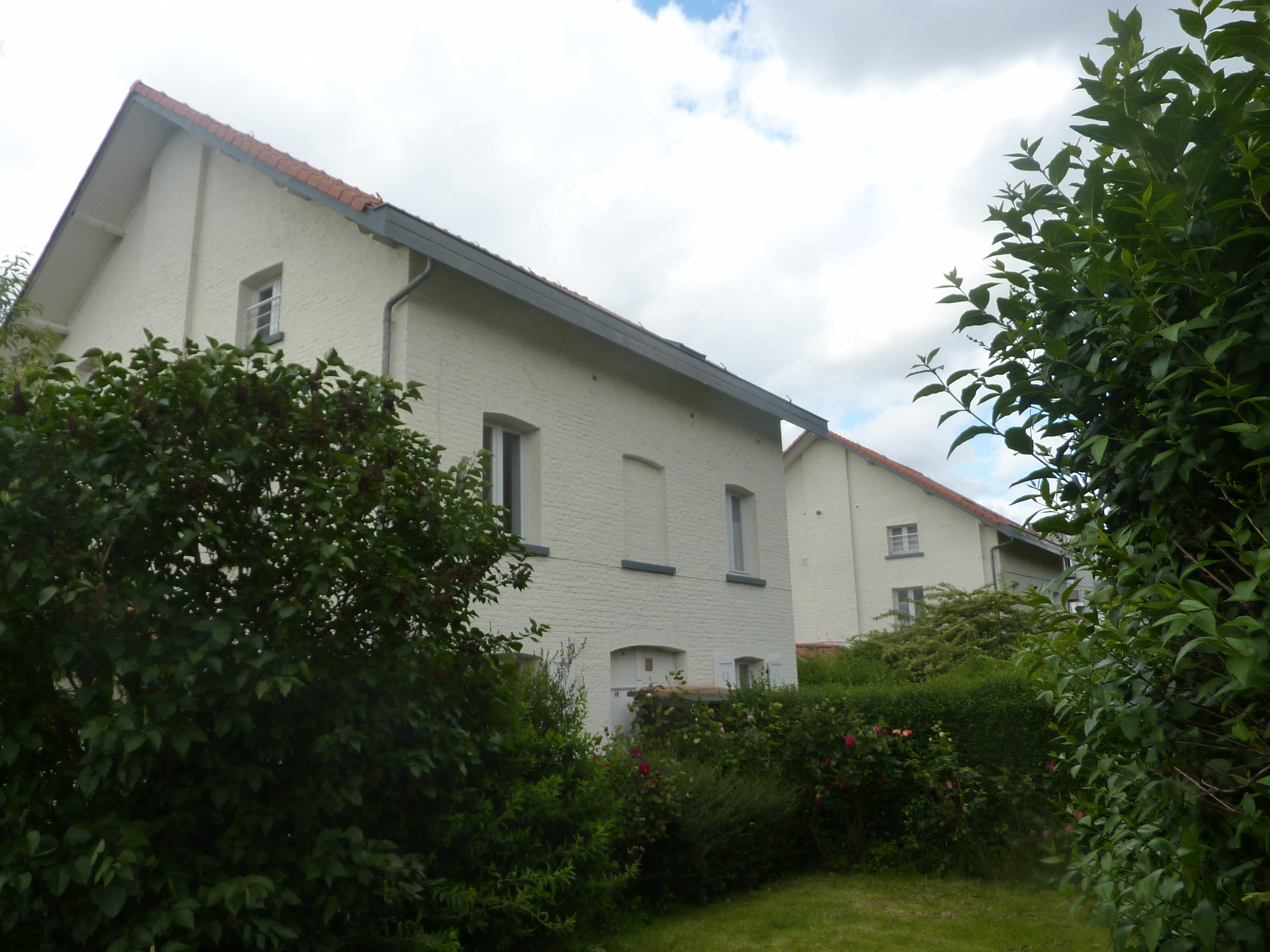
Maisons et jardinets de la cité
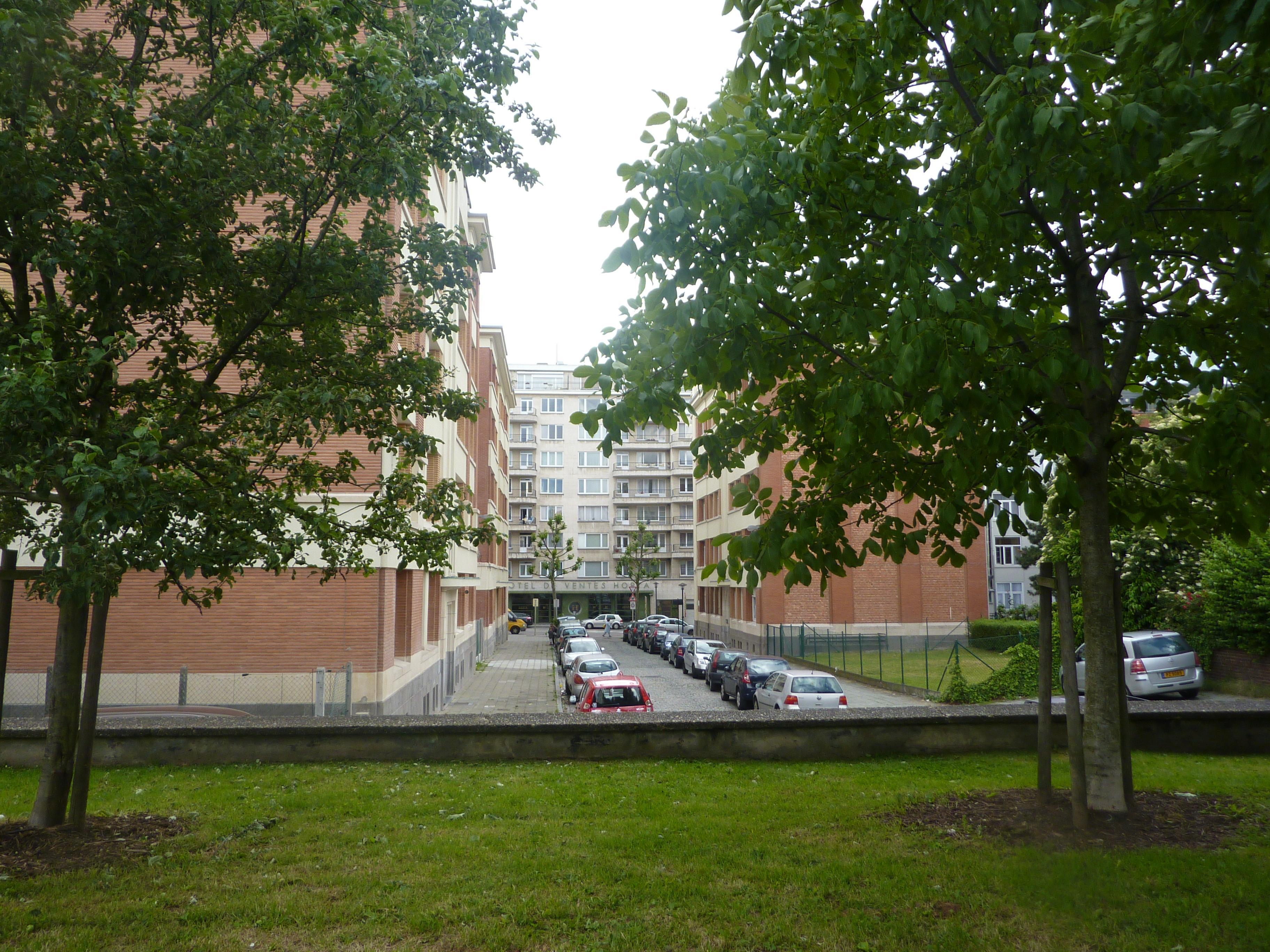
Côté avenue de Roodebeek
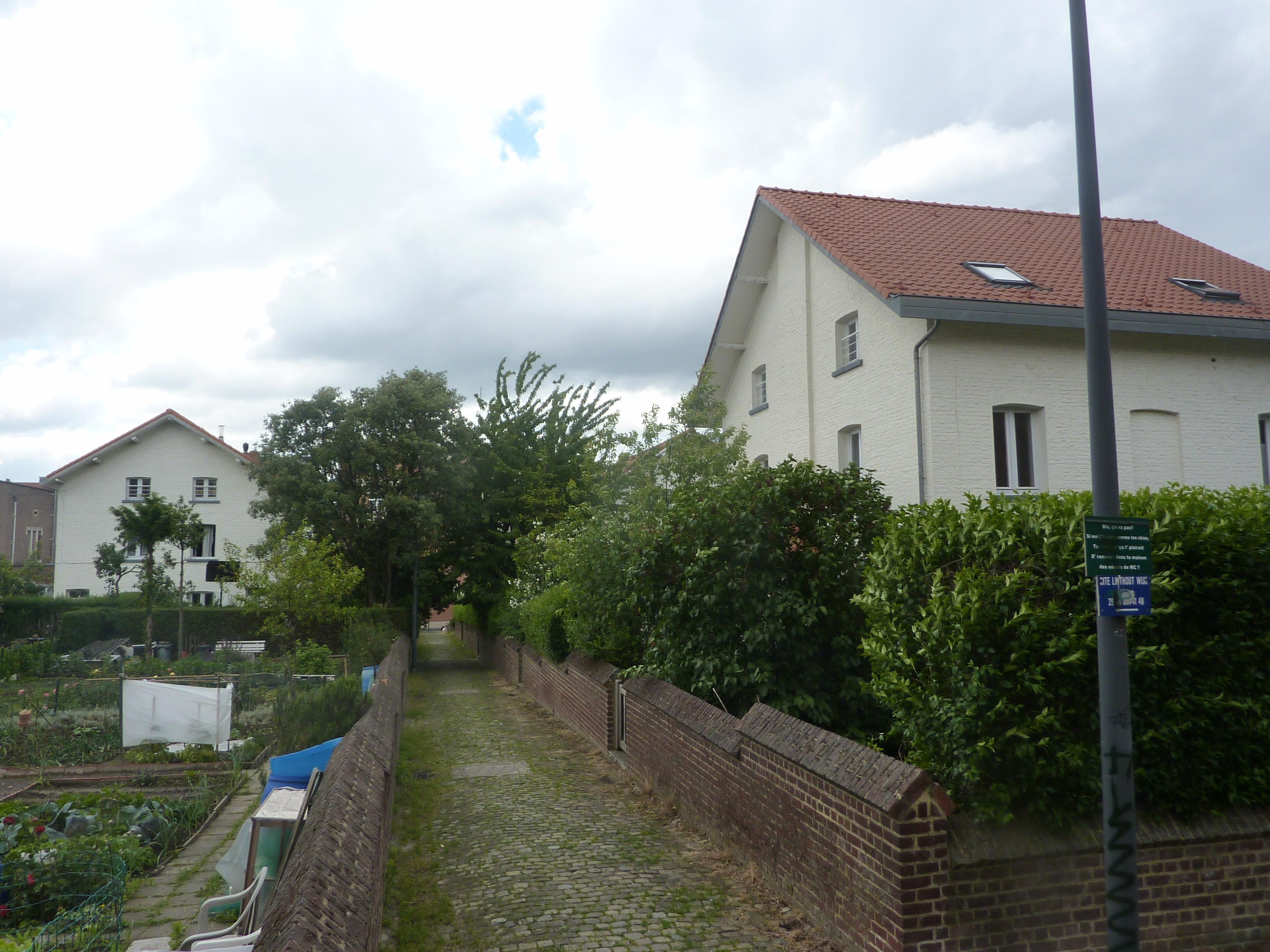
Vue intérieure de la cité